# Jiboia-anã-brasileira
Tropidophis paucisquamis, ou também conhecido como jiboia-anã-brasileira, é uma serpente nativa do Brasil que habita regiões costeiras e montanhosas. Endêmica da Mata Atlântica, a espécie é rara de ser vista, devido ao seu diminuto tamanho.

## Informações gerais
Tropidophis. paucisquamis é uma serpente de pequeno tamanho e com um corpo longo e vigoroso, fato que a levou a herdar o nome de “jiboia-anã-brasileira”. Seu corpo diminuto possuí coloração que varia do marrom ao cobre, diferenciando em tons mais claros ou escuros. Esta serpente tem hábitos noturnos, é vivípara e tem como presas principalmente pequenos anuros e lagartos. É encontrada em regiões montanhosas e costeiras na mata atlântica brasileira. 

## Características morfológicas
Tropidophis paucisquamis é uma  serpente com comprimento variando de 25 a 30 centímetros. Sua coloração dorsal varia entre tonalidades mais escuras e mais claras de marrom e cobre, tendo o ventre em cor creme. Assim como o ventre, a cauda também apresenta esta cor mais clara. Uma característica da espécie é possuir 21 ou 23 escamas dorsais, raramente 25, sendo a fileira vertebral alargada.  As ventrais variam entre  164 a 183 escamas. A cabeça é triangular, mais longa que larga, evidentemente distinta do pescoço. Os olhos são grandes, tendo seu diâmetro maior que a metade da distância entre sua borda anterior e margem posterior da narina e cerca de um terço da largura da cabeça. O corpo possui manchas marrons de intensidade variada, sendo mais claras e/ou escuras. Encontra-se oito fileiras de manchas, sendo três pares no dorso e um par no ventre. A cauda as apresenta apenas nas laterais. Embora machos e fêmeas deTropidophis paucisquamis sejam bastante parecidos, há dimorfismo sexual, com machos possuindo uma cauda proporcionalmente mais longa que que a das fêmeas. 

## Distribuição e comportamento
Tropidophis paucisquamis é uma serpente encontrada em regiões montanhosas e costeiras da mata atlântica do sudeste e sul do Brasil. Já foi encontrada em cinco estados brasileiros: Espírito Santo, Minas Gerais , Rio de Janeiro, São Paulo e Paraná. A altitude varia de 500 a 1350 metros. Dos locais citados pela literatura, destacam-se os seguintes ambientes: 1) Serra do Mar; 2) Serra da Mantiqueira; 3)Serra do Brigadeiro ; 4) Planalto Paulistano-Paranaense .
Por possuir hábito semi-arborícola, T. paucisquamis é encontrada em folhas na vegetação ou em agrupamento dessas folhagens no solo. Também é relatada uma alta associação com bromélias, um facilitador para encontrar sua principal presa: anuros. É relatado preferência por representes de Dendrophryniscus brevipollicatus por ser um anuro esguio e de movimentos mais lentos, além de apresentar associação com bromélias. Os jovens de T. paucisquamis são especializados em alimentar-se de jovens anuros devido as limitações dimensionais de seu corpo em desenvolvimento. É visto a tendência dessa serpente juvenil de buscar juvenis de D. brevipollicatus. Ainda assim esta serpente também se alimenta de pequenos répteis, como lagartos.
A captura desse alimento é feita assim como as demais jiboias: Tropidophis paucisqualis ataca com um bote e mata suas presas com constrição, enrolando-se e apertando o corpo do animal. Como estratégia, T. paucisquamis tem um comportamento de engodo caudal: ao balançar sua cauda no ar em movimentos ondulatórios, isto atrai a atenção de suas presas, facilitando o ataque.
Esta serpente torna-se mais letárgica a medida que aproxima-se do período da muda. Demonstra pouca motilidade e interesse por alimentos. Em contrapartida, próximas da mudança de pele, tornam-se mais ativas e buscam locais de atrito para a renovaçao o quanto antes. 
Em termos reprodutivos, são ovovivíparas assim como as demais Boidae americanas. 
É relatado um comportamento de defesa: ao identificar uma situação de perigo, T. paucisquamis rapidamente se enrola em uma espiral. 

## Estado de conservação
De acordo com o Livro Vermelho da Fauna Brasileira Ameaçada de Extinção, Tropidophis paucisquamis é classificado como Menor Preocupação (LC). 